# Volodymyr Ivanovytch Rybak
Pour les articles homonymes, voir Rybak.
 (août 2016).
Si vous disposez d'ouvrages ou d'articles de référence ou si vous connaissez des sites web de qualité traitant du thème abordé ici, merci de compléter l'article en donnant les références utiles à sa vérifiabilité et en les liant à la section « Notes et références ».
Volodymyr Ivanovytch Rybak (en ukrainien : Володимир Іванович Рибак), né le 30 novembre 1971 à Horlivka (RSS d'Ukraine) et mort assassiné le 17 avril 2014 dans la même ville, est un homme politique ukrainien, conseiller municipal de la ville de Horlivka dans l'oblast de Donetsk. Au début de la guerre du Donbass, il est enlevé, torturé et assassiné par des militaires russes et miliciens pro-russes.

## Biographie
Rybak est né dans la ville de Horlivka en 1971. Il obtint un diplôme de 3e cycle à l'Institut des autoroutes de l'Université technique nationale de Donetsk en 1995 et à l'Académie interrégionale de gestion personnelle en 2002.
En 1995–2009 Rybak travailla à la division d'investigation criminelle de la police municipale (Militsia) de Horlivka. En 2009 il devint adhérent de l'Union panukrainienne « Patrie » (Batkivshchyna) et l'année suivante dirigea la section locale du parti dans sa ville.
À partir de novembre 2010 Rybak fut élu conseiller municipal de Horlivka. Lors des élections législatives de 2012, il fut candidat dans le 52 district électoral se plaçant en 4e position avec 3 332 votes.
Rybak fut enlevé par les miliciens pro-russes le 17 avril 2014 après avoir tenté de mettre le drapeau ukrainien au balcon de la Mairie de Horlivka. Plus tard son corps fut découvert dans la rivière Torets (un affluent du Donets), aux côtés de deux autres cadavres, avec des signes évidents de torture. Selon les médecins légistes, les victimes furent noyées vivantes et leurs corps furent brûlés, poignardés et éventrés. Les deux autres victimes étaient un étudiant de l'Institut polytechnique de Kiev Youriy Popravka et Youriy Diakovsky.
En mai 2020, Igor Strelkov, un organisateur clé des groupes militants de la république populaire de Donetsk a avoué dans une interview avec le journaliste ukrainien Dmitry Gordon qu'il était impliqué dans le meurtre de Rybak : "Naturellement, Rybak, en tant que personne qui s'oppose activement aux "milices", était un ennemi à mes yeux. Et sa mort, probablement, est aussi dans une certaine mesure sous ma responsabilité".